# جنبش ضدپورنوگرافی در آمریکا
جنبش ضد پورنوگرافی در آمریکا در سال ۱۹۶۹ توسط رئیس جمهور وقت لیندون بینز جانسون و کنگره تشکیل گردید.

## کمیسیون ریاست جمهوری در مورد مطالب مستهجن و پورنوگرافی
این کمیسیون در ابتدای دهه هفتاد میلادی (یکسال پس از تأسیس) اعلام کرد«مدارک کافی وجود دارد که قرار گرفتن در معرض پورنوگرافی نقش مهمی در ارتکاب به جرم و جنایت و گرایش به رفتارهای مجرمانه دارد.»